# Хорева, Наталья Владимировна
Ната́лья Влади́мировна Хо́рева (28 мая 1986, Москва) — российская саночница, выступающая за сборную России с 2006 года. Участница зимних Олимпийских игр в Ванкувере и в Сочи. Обладательница двух бронзовых медалей чемпионата России, неоднократный призёр различных этапов Кубка наций, мастер спорта России.

## Биография
Наталья Хорева родилась 28 мая 1986 года в Москве. Активно заниматься санным спортом начала в возрасте тринадцати лет, в сезоне 2005/06 дебютировала на юниорском Кубке мира, провела четыре старта, став восемнадцатой в общем зачёте. В следующем году впервые приняла участие в заездах взрослого Кубка мира, однако высоких результатов добиться не смогла, в мировом рейтинге саночниц оказалась на двадцать второй позиции. В 2007 году завоевала бронзовую медаль национального первенства, тем не менее, на чемпионате мира в австрийском Иглсе была тридцать четвёртой.
В сезоне 2007/08 Хорева повторила прошлогодний кубковый результат, на европейском первенстве в итальянской Чезане финишировала девятнадцатой, тогда как на чемпионате мира в немецком Оберхофе приехала двадцать четвёртой. Следующий сезон смогла окончить на шестнадцатой строке общего зачёта Кубка мира, и на данный момент это лучший её результат на данных соревнованиях. В командном зачёте этого турнира закрыла десятку сильнейших, а на мировом первенстве в американском Лейк-Плэсиде вновь выступила неудачно — двадцать девятое место.
Выбившись в лидеры сборной, Наталья Хорева удостоилась права защищать честь страны на Олимпийских играх 2010 года в Ванкувере, где впоследствии показала десятое время. Сезон закончился для неё второй бронзовой медалью чемпионата России, десятым местом на чемпионате Европы в латвийской Сигулде и девятнадцатым в мировом рейтинге саночниц. В следующем году выиграла бронзу на Кубке России, финишировала двадцать третьей на чемпионате мира в Чезане, тогда как в общем зачёте Кубка мира была двадцатой. В 2012 году показала свой лучший результат на мировых первенствах, приехав тринадцатой на трассе в немецком Альтенберге, а на этапе Кубка наций в Сигулде получила золотую награду за первое место.
Помимо всего прочего, является студенткой Московского педагогического государственного университета, работает инструктором в спортивной школе «Воробьёвы горы».
На Олимпиаде-2014 была 8-й.
Приказом министра спорта от 15 декабря 2015 г. № 180-нг присвоено почётное звание «заслуженный мастер спорта России».